# AFI Catalog of Feature Films
El AFI Catalog of Feature Films (en español: Catálogo de Largometrajes de AFI), también conocido como AFI Catalog (Catálogo AFI), es un proyecto en curso del American Film Institute (AFI) para catalogar a todas las películas estadounidenses realizadas comercialmente y exhibidas teatralmente desde el nacimiento del cine en 1893 hasta el presente. Comenzó como una serie de libros de tapa dura conocidos como The American Film Institute Catalog of Motion Pictures, y posteriormente se convirtió en una base de datos filmográfica exclusivamente en línea.
Cada entrada en el catálogo generalmente incluye el título de la película, la descripción física, las compañías de producción y distribución, las fechas de producción y lanzamiento, los créditos del reparto y de producción, un resumen de la trama, los títulos de las canciones y notas sobre la historia de la película. Las películas están indexadas por créditos personales, compañías de producción y distribución, año de estreno y temas principales y secundarios de la trama.
Para calificar como largometrajes, una película debe haber sido producida comercialmente en suelo estadounidense o por una empresa estadounidense. De acuerdo con la Federación Internacional de Archivos Fílmicos (FIAF, en francés: Fédération Internationale des Archives du Film), la película también debe haber sido estrenada en cines en 35 mm o más de ancho para el público en general, con una duración de al menos 40 minutos (o una duración de al menos cuatro carretes). Dicho esto, el Catálogo ha incluido más de 17 000 cortometrajes (los de menos de 40 minutos o cuatro carretes) de la primera era del cine (1893-1910).
La versión impresa consta de cinco volúmenes que documentan todas las películas producidas en los Estados Unidos desde 1892 hasta 1993, mientras que el equipo editorial de AFI crea nuevos registros y los agrega cada año a la base de datos en línea.

## Historia
En 1965, el presidente de los Estados Unidos, Lyndon B. Johnson, firmó la Ley de Artes y Humanidades, por la cual estableció el American Film Institute (AFI), así como el National Endowment for the Arts y el National Endowment for the Humanities. Como no existían listados de películas del pasado, lo que hacía que la preservación fuera una preocupación inmediata, el proyecto de ley obligaba a la AFI a crear un nuevo catálogo de largometrajes que protegería la historia cultural de perderse en la oscuridad o desaparecer por completo.
En 1967, la AFI comenzó a funcionar oficialmente, documentando el primer siglo de la cinematografía estadounidense a través del AFI Catalog of Feature Films. El catálogo sería la primera lista académica de películas estadounidenses, «con información examinada académicamente sobre la existencia, disponibilidad y fuentes de películas cinematográficas ya producidas, que abarcan la totalidad de la forma del arte desde 1893.»
De 1968 a 1971, el AFI investigó la producción cinematográfica entre 1921 y 1930 (es decir, la década de 1920). El primer catálogo de AFI fue publicado posteriormente en 1971 por la editorial University of California Press; la publicación incluía, como volúmenes enciclopédicos, los registros de cada largometraje estadounidense estrenado durante el período de la década de 1920.

### Publicaciones de tapa dura
El catálogo comenzó como una serie de libros de tapa dura conocida como The American Film Institute Catalog of Motion Pictures, publicado por la University of California Press (excluyendo el vol. A) de 1971 a 1993.
La versión impresa consta de siete volúmenes que documentan todas las películas producidas en los Estados Unidos de 1892 a 1970. La publicación de los volúmenes de tapa dura se suspendió debido a razones presupuestarias después del volumen F4 (1941-1950) en 1997. Los largometrajes lanzados desde 1951-1960 y de 1971 a 1993 se han catalogado únicamente en la base de datos en línea.
| Fecha de publicación | Volumen | Título                                                           | Período cubierto | Nota(s) |
| -------------------- | ------- | ---------------------------------------------------------------- | ---------------- | --- |
| 1995                 | A       | Film Beginnings, 1893–1910                                       | 1893–1910        | Compilado por Elias Savada, publicado por University Press of America (ISBN 0-8108-3021-3). Subtitulado «A Work in Progress» debido a la escasa información disponible sobre muchas películas estrenadas en esta época. Se incluyen las películas realizadas en el extranjero si fueron estrenadas por empresas estadounidenses. |
| 1971                 | F1      | Feature Films, 1911–1920                                         | 1911–20          | Editado por Patricia King Hanson (ISBN 0-520-06301-5). |
| 1971                 | F2      | Feature Films, 1921–1930                                         | 1921–30          | Editado por Kenneth Mundin (ISBN 0-0520-20969-9). |
| 1993                 | F3      | Feature Films, 1931–1940                                         | 1931–40          | Editado por Patricia King Hanson (ISBN 0-0520-07908-6). Con este volumen, el proyecto comenzó a incluir resúmenes de la trama escritos especialmente para el catálogo a partir de la visualización de la película en sí, siempre que sea posible, en lugar de depender de resúmenes de la trama tomados de registros de derechos de autor, materiales publicitarios de estudio o reseñas. |
| 1997                 | F4      | Feature Films, 1941–1950                                         | 1941–50          | Editado por Patricia King Hanson (ISBN 0-0520-21521-4). |
| 1976                 | F6      | Feature Films, 1961–1970                                         | 1961–70          | Editado por Richard Krafsur (ISBN 0-0520-20970-2). Debido a la gran cantidad de coproducciones entre empresas estadounidenses y extranjeras en la década de 1960, y la dificultad de determinar la nacionalidad de una película en particular, este volumen incluye todos los largometrajes que se estrenaron teatralmente en los Estados Unidos en ese período. La edición de tapa dura incluye algunas obras pornográficas, aunque han sido excluidas de la edición de base de datos electrónica. Los errores en las ediciones impresas se han trasladado a la versión en línea, a pesar de las críticas, y no existe ningún medio por el cual los usuarios puedan ofrecer discusiones o correcciones. |
| 1997                 |         | Within Our Gates: Ethnicity in American Feature Films, 1911-1960 | 1911–60          | Editado por Alan Gevinson (ISBN 0-0520-20964-8). Esta es la primera de la serie AFI Catalog que incluye películas de más de una década. Contiene más de 2500 largometrajes cuyos componentes centrales incluyen la experiencia racial y étnica nacional en los Estados Unidos, como Gentleman's Agreement (1947), Broken Arrow (1950), Bright Victory (1951), Giant (1956) y The Defiant Ones (1958). Este volumen también incluye varias producciones independientes de cineastas afroamericanos y varias organizaciones étnicas y religiosas. |